# 李璆 (褒信郡王)
李璆（7世纪?—750年），唐朝宗室，唐高宗的孙子，许王李素节的儿子。
689年，李素节被武则天杀害后，子九子被杀，李琳、李瓘、李璆、李钦古年幼，长大后囚禁在雷州。705年，叔叔唐中宗复位，李璆回到京师。开元年间，李璆嗣泽王（李上金）。后来外继嗣王者都归宗，乃以嗣江王李祎为信安王，嗣蜀王李䄖为广汉王，嗣密王李彻为濮阳王，嗣曹王李臻为济国公，嗣赵王李琚为中山王，武阳王李继宗为澧国公。李璆为郢国公、宗王卿同正员，特封褒信郡王。张九龄撰《龙池颂》，刻石在兴庆宫，宗室子弟以为不能称盛德，玄宗再命李璆为颂，建花萼楼北卫《龙池皇德颂》。李璆为宗正卿、光禄卿、殿中监。天宝初年，第二次拜宗正卿，加金紫光禄大夫。李璆友爱聪敏，闻善若惊，宗室子弟中有一处长处，都加以荐举，所以宗室在禁中三省任职的，多是李璆所举。
天宝九载（750年）卒，赠江陵大都督。三子：李谦为郢国公、梓州刺史，李巽汝南郡公。其兄嗣许王李瓘死后，二子李解、李需年幼，十一载（752年），以李璆子李益嗣许王。天宝十四载（755年），李解娶杨銛女，袭许王。
幼女嫁光禄卿、鸿胪少卿袭琅琊郡公王谅。

## 传記資料
- 《旧唐書》许王素节传
- 《新唐書》许王素节传